# Naoki Matsuda
Naoki Matsuda (Kiryū, Prefectura de Gunma, Japó, 14 de març de 1977 - 4 d'agost de 2011) és un exfutbolista japonès.

## Selecció japonesa
Naoki Matsuda va disputar 40 partits amb la selecció japonesa.